# Rutten (Flevoland)
Rutten ist ein Dorf in der Gemeinde Noordoostpolder in der Provinz Flevoland in den Niederlanden. Die Einwohnerzahl beträgt 1.710 (Stand 1. Januar 2024).

## Name
Der Name des Ortes Rutten stammt von einem hier im 14. Jahrhundert abgegangenen Dorf namens Ruthne. Dieses lag nördlich von Urk. Ruthne selbst geht auf das germanische Wort ruhitha für Gestrüpp zurück.

## Geschichte
Rutten wurde 1952 als Dorf von dem niederländischen Diplom-Ingenieur W. Bruin konzipiert und für 1.000 Einwohner angelegt. Der Ort liegt an einer Straßenkreuzung der Straße N 712 und dem Ruttensweg, um die die Läden und Handwerksbetriebe ansiedelt wurden. Durch diesen Kreuzungsaufbau entstanden vier Quadranten, wovon drei bebaut wurden. Der vierte wurde für Freizeit und Erholung reserviert und der örtliche Ferienpark trägt daher auch die Bezeichnung Grüner Quadrant. 1953 zogen in die Wohnhäuser die ersten Bewohner ein. 1989 wurden Genehmigungen für weiteren Ausbau des Ortes gegeben.

## Kunst
In Rutten befinden sich drei öffentliche Kunstwerke:
- Die Skulptur Flüchtenden Wasservögel steht neben dem Kulturzentrum und wurde 1964 errichtet.
- Das Kunstwerk Der Krähenfuß stammt von dem Künstler Bert Meinen und wurde 1982 aufgestellt.
- Die Skulptur Das Dorfgefühl entstand zur 50-Jahr-Feier 2003 nach einer Idee des Künstlers William Hoogeveen.

## Persönlichkeiten
Der Sternekoch Randy de Jong wuchs in Rutten auf.